# Hotel Mushandirapamwe
El Hotel Mushandirapamwe (en inglés: Mushandirapamwe Hotel) es un hotel en el centro comercial Machipisa en Highfield, Harare la capital de Zimbabue. Es propiedad de la familia Tawengwa, hijos de George Tawengwa. El hotel tuvo un papel en la independencia de Zimbabue en 1980, como la residencia de transición de las tropas ZANU y ZANLA. El hotel Mushandirapamwe también fue sede de la selección de fútbol de Camerún en la década de 1990 durante su visita a Zimbabue para un partido de clasificación para la Copa Mundial de fútbol de la FIFA.